# Nelson (Canada)
Nelson è una città del Canada, nel distretto regionale di Central Kootenay della provincia della Columbia Britannica.